# Chartreuse (lichior)
Chartreuse (franceză: [ʃaʁtʁøz]) este un lichior francez disponibil în versiuni verzi și galbene, care diferă prin gust și conținut alcoolic. Lichiorul a fost făcut de călugării cartusieni încă din 1737, conform instrucțiunilor dintr-un manuscris primit de aceștia de la François Annibal d'Estrées în 1605. A fost numit după mănăstirea Grande Chartreuse, situată în Munții Chartreuse din regiunea Grenoble (Franța). Lichiorul este produs în distileria din orașul Voiron (Isère) din apropiere. Este compus din alcool distilat și maturat în prezența unui amestec format din 130 de ierburi, plante și flori. Este unul dintre  lichiorurile care continuă să se maturizeze și să se îmbunătățească în sticlă. 

## Tipuri

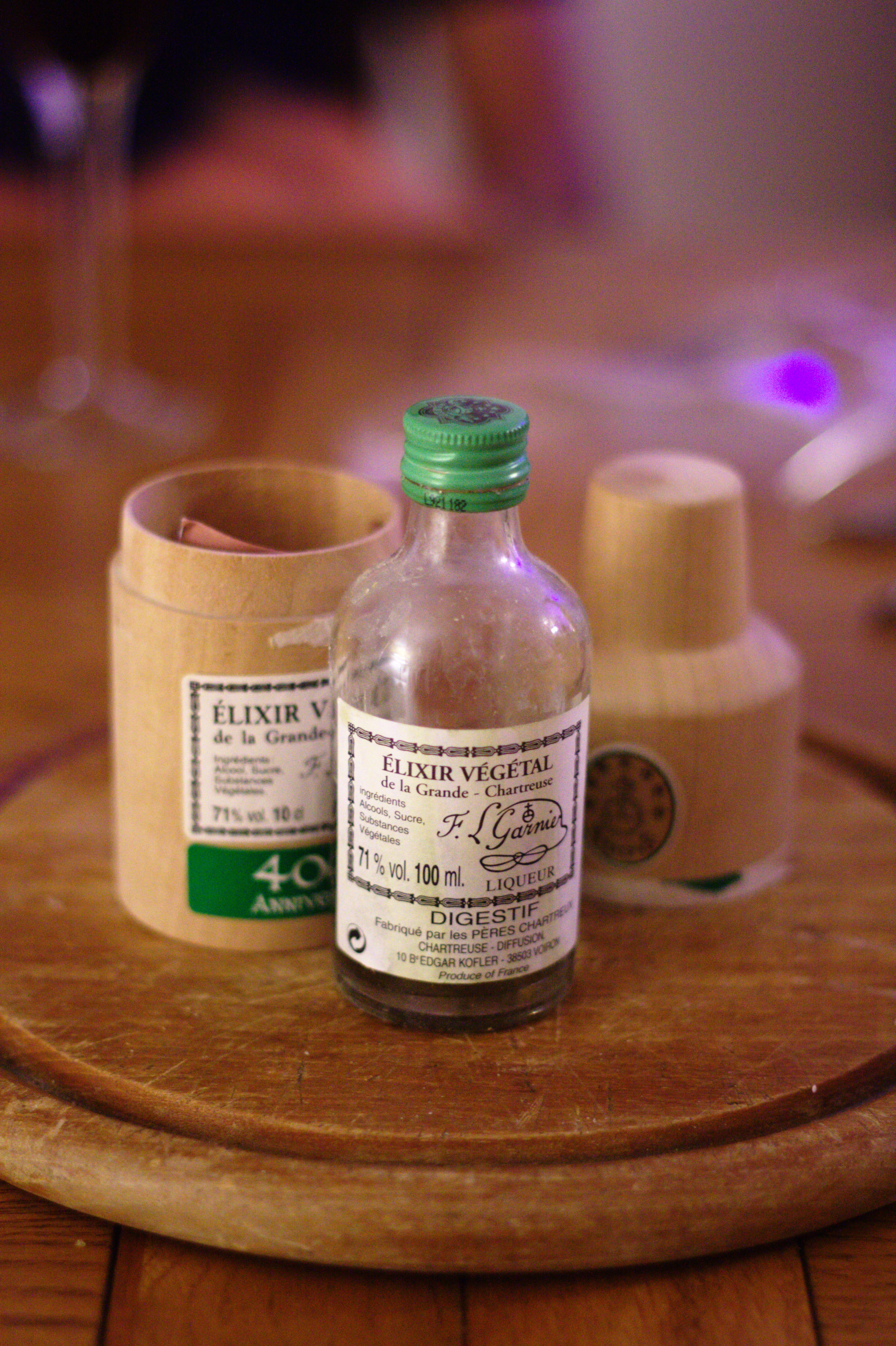
Elixir Végétal de la Grande-Chartreuse

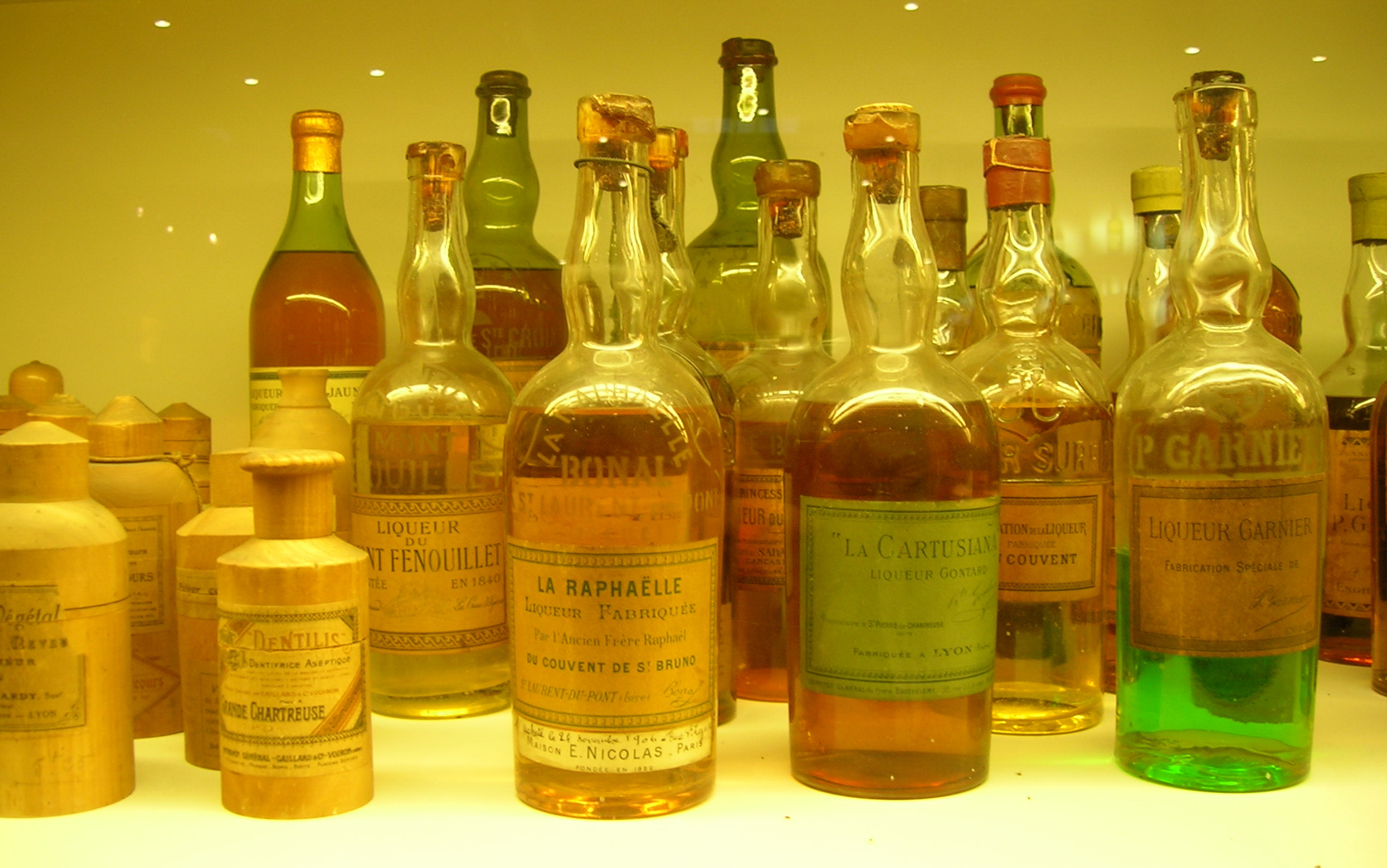
Chartreuse contrafăcut

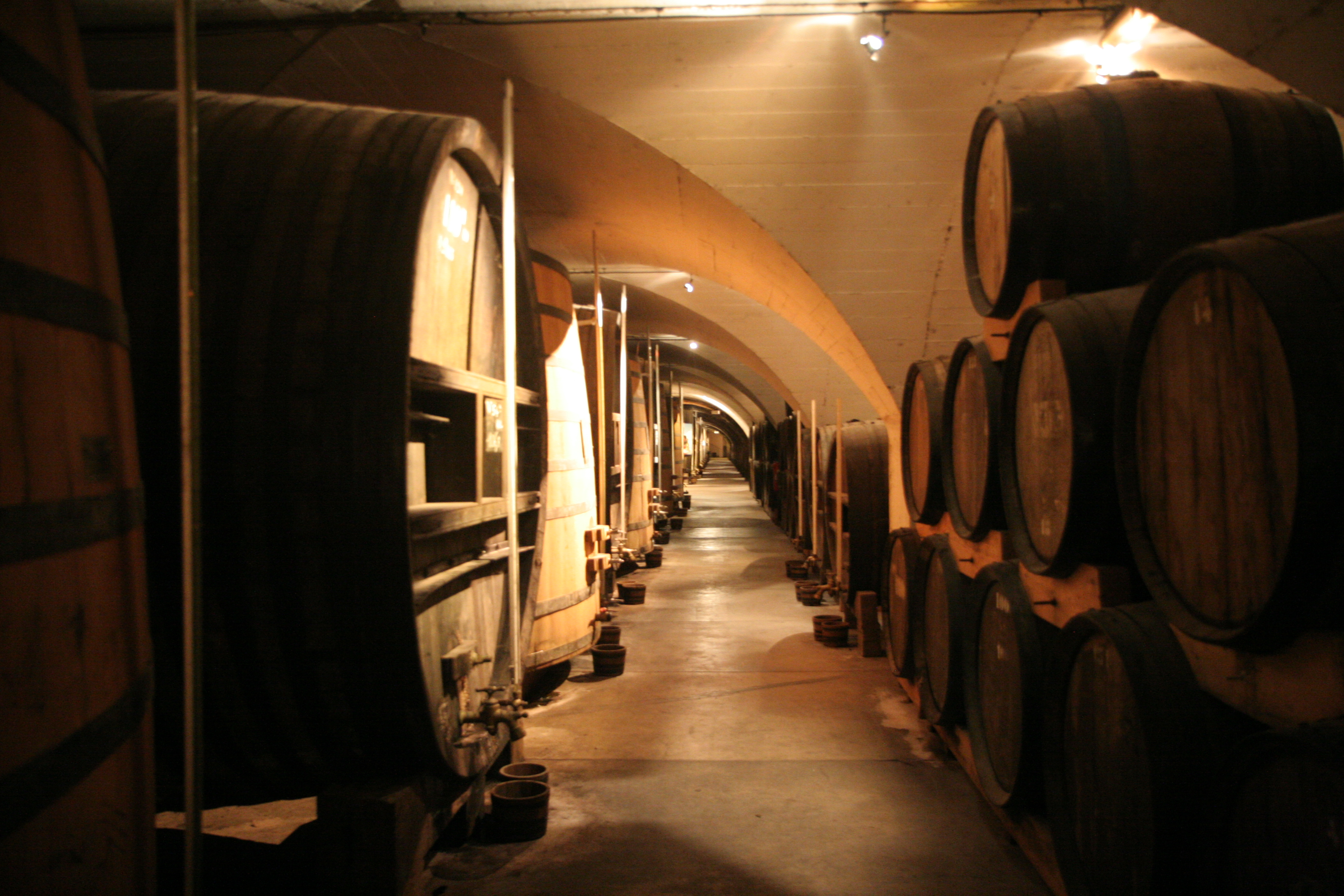
Cramele Chartreuse

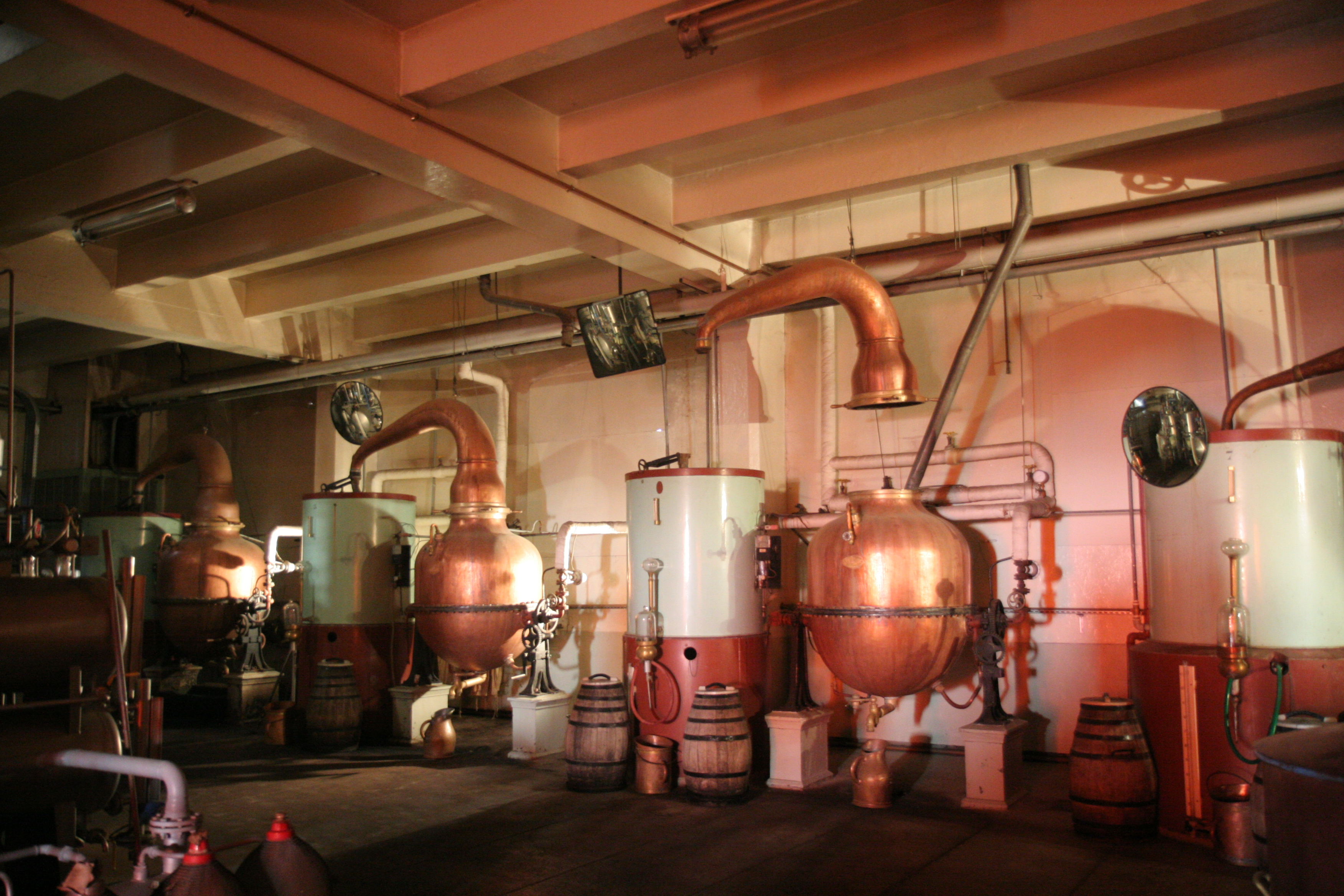
Vase din oțel inoxidabil, folosite pentru producția curentă de Chartreuse

Există (sau au existat) o varietate de lichioruri, respectiv Chartreuse verde (55 %), Chartreuse galben (40 %), Chartreuse VEP (Vieillissement Exceptionnellement Prolongé, „îmbătrânire excepțională prelungită”), Élixir Végétal de la Grande-Chartreuse (69 % sau 71 %), Liqueur du 9° Centenaire (47%), Chartreuse 1605 - Liqueur d’Elixir (56%), Chartreuse alb (30 %), Génépi (40 %), Cuvée des Meilleurs Ouvriers de France (40 %).                  

## Aromă
Chartreuse are un gust caracteristic foarte puternic. Este foarte dulce, dar devine atât picant cât și înțepător. Este comparabil cu alte lichioruri din plante, precum Galliano, Liquore Strega sau Kräuterlikör, deși este în mod distinct mai vegetal. Ca și alte lichioruri, aroma sa este sensibilă la temperatura de servire. Poate fi servit foarte rece, dar este adesea servit la temperatura camerei. Este prezent și în unele cocktailuri. Unele rețete de băuturi mixte necesită doar câteva picături de Chartreuse, datorită aromei sale puternice. Este popular în stațiunile de schi franceze, unde este amestecat cu ciocolată fierbinte sub denumirea Green Chaud.

## Istorie
Conform tradiției, un mareșal de artilerie al regelui francez Henric al IV-lea, François Hannibal d'Estrées, a prezentat în 1605 călugărilor cartusieni la Vauvert, lângă Paris, un manuscris de alchimie care conținea o rețetă pentru un „elixir al vieții îndelungate”. Rețeta a ajuns în cele din urmă la sediul ordinului religios la mănăstirea Grande Chartreuse, în Voiron, în apropiere de Grenoble. De atunci a fost folosit pentru a produce Elixir Végétal de la Grande Chartreuse. Se spune că formula include 130 de ierburi, plante, flori și ingrediente secrete combinate într-o bază de alcool din vin.